# Lema (matematika)
Lema u matematici predstavlja poučak koji, u načelu, nema korisnost osim u dokazivanju jednog ili nekoliko većih poučaka. Obično se radi samo o pomagalu za jasnije iznošenje dokaza, te je prilagođena dokazu i teško da bi se mogla igdje drugdje upotrijebiti. Ipak, postoje "leme", kao npr. Zornova lema, koje se tako zovu jer zvuče tehnički i koriste se u drugim dokazima, ali su po opsegu primjene zapravo poučci. Dobar primjer leme je tvrdnja koja kaže da determinanta transponirane matrice nije veća od determinante originalne matrice. Kada se ova lema iskoristi na samu sebe i time dokaže teorem da je determinanta transponirane matrice jednaka determinanti originalne matrice, tvrdnja leme postaje bespotrebna, iako nam je bila nužna u dokazu tog teorema (osim ako netko ne uspije dokazati teorem na neki drugi način).